# Made in Stoke 24/7/11
Made in Stoke 24/7/11 — концертный альбом экс-гитариста Guns N’ Roses и гитариста Velvet Revolver Слэша при участии Майлза Кеннеди, вышедший в 2011 году.
Made in Stoke 24/7/11 записан в Сток-он-Тренте, родном городе Слэша, 24 июля 2011 года. Помимо песен с дебютного альбома Слэша, прозвучали песни времён Guns N' Roses, Slash's Snakepit и Velvet Revolver.
Концерт доступен в форматах двойного CD и DVD.

## Список композиций
| №                   | Название               | Автор(ы)                                                  | Оригинальная группа | Длительность |
| ------------------- | ---------------------- | --------------------------------------------------------- | ------------------- | ------------ |
| 1.                  | «Been There Lately»    | Слэш, Род Джексон, Райан Рокси, Джонни Грипарик, Мэтт Лог | Slash's Snakepit    | 4:34         |
| 2.                  | «Nightrain»            | Эксл Роуз, Иззи Стрэдлин, Слэш, Дафф МакКаган             | Guns N' Roses       | 5:02         |
| 3.                  | «Ghost»                | Слэш, Иен Астбери                                         | Slash               | 3:43         |
| 4.                  | «Mean Bone»            | Слэш, Грипарик, Джексон, Логг, Рокси, Джек Даглас         | Slash's Snakepit    | 4:01         |
| 5.                  | «Back from Cali»       | Слэш, Майлз Кеннеди                                       | Slash               | 3:36         |
| 6.                  | «Rocket Queen»         | Роуз, Слэш, МакКаган                                      | Guns N' Roses       | 9:21         |
| 7.                  | «Civil War»            | Роуз, Слэш, МакКаган                                      | Guns N' Roses       | 8:06         |
| 8.                  | «Nothing to Say»       | Слэш, М. Шадоус                                           | Slash               | 7:27         |
| 9.                  | «Starlight»            | Слэш, Кеннеди                                             | Slash               | 5:45         |
| 10.                 | «Promise»              | Слэш, Крис Корнелл                                        | Slash               | 3:59         |
| 11.                 | «Doctor Alibi»         | Слэш, Лемми                                               | Slash               | 3:45         |
| 12.                 | «Speed Parade»         | Слэш, Грипарик, Джексон, Логг, Рокси                      | Slash's Snakepit    | 3:58         |
| 13.                 | «Watch This»           | Слэш                                                      | Slash               | 3:39         |
| 14.                 | «Beggars & Hangers-On» | Слэш, Эрик Доверr, МакКаган                               | Slash's Snakepit    | 6:29         |
| 15.                 | «Patience»             | Guns N' Roses                                             | Стрэдлин, Роуз      | 5:45         |
| 16.                 | «Godfather Solo»       | Нино Рота                                                 | Эл Мартино          | 7:30         |
| 17.                 | «Sweet Child o' Mine»  | Роуз, Слэш, Стрэдлин                                      | Guns N' Roses       | 6:28         |
| 18.                 | «Slither»              | Скотт Уайланд, Слэш, МакКаган, Мэтт Сорум, Дэйв Кушнер    | Velvet Revolver     | 7:33         |
| 19.                 | «By the Sword»         | Слэш, Эндрю Стокдэйл                                      | Slash               | 4:36         |
| 20.                 | «Mr. Brownstone»       | Стрэдлин, Слэш                                            | Guns N' Roses       | 4:41         |
| 21.                 | «Paradise City»        | Роуз, Стрэдлин, Слэш, МакКаган                            | Guns N' Roses       | 9:13         |
| Общая длительность: | Общая длительность:    | Общая длительность:                                       | Общая длительность: | 112:11       |

## Участники записи
- Слэш — соло-гитара;
- Майлз Кеннеди — вокал, ритм-гитара в «Nothing to Say» и «Watch This»;
- Бобби Шнек — ритм-гитара, бэк-вокал;
- Тодд Кернс[англ.] — бас-гитара, бэк-вокал, вокал в «Doctor Alibi»;
- Брент Фитз[англ.] — ударные

## Дополнительные факты
- В завершении «Civil War» Слэш исполняет вступление «Purple Haze» Джими Хендрикса.